# Xabea podoscirtoides
Xabea podoscirtoides är en insektsart som beskrevs av Lucien Chopard 1951. Xabea podoscirtoides ingår i släktet Xabea och familjen syrsor. Inga underarter finns listade i Catalogue of Life.